# Roskilde Bank

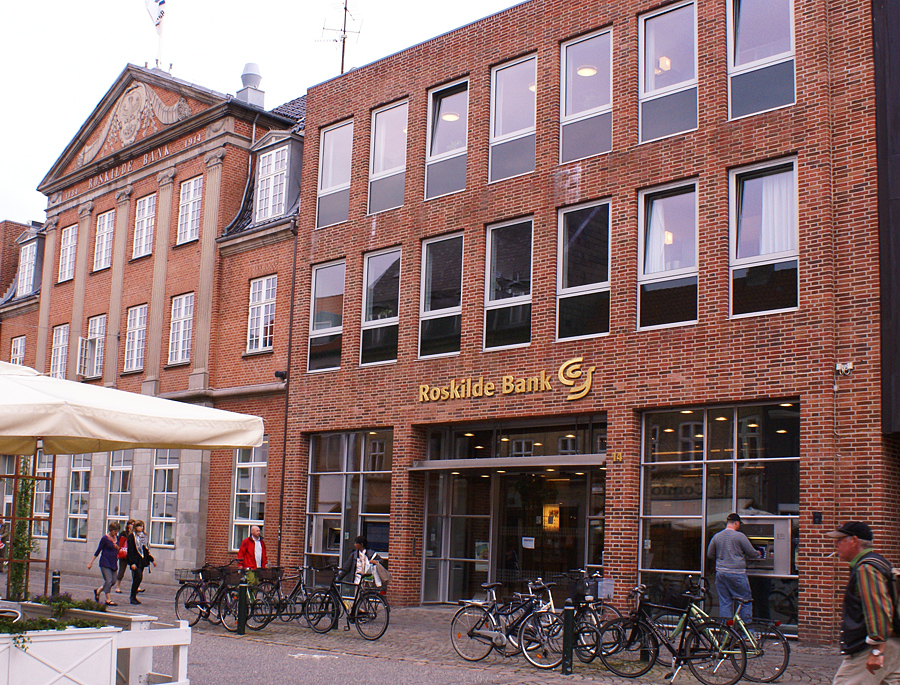
Roskilde Bank

Roskilde Bank var en dansk bank som grundades 1884. De har sin främsta verksamhet i Köpenhamnsregionen. Huvudkontoret ligger i Roskilde. Den 24 oktober 2008 togs banken över av Danmarks Nationalbank.